# David Lemi

a Compétitions nationales et continentales officielles uniquement.

b Matchs officiels uniquement.
Dernière mise à jour le 23 juillet 2020.
David Lemi, né le 10 février 1982 à Apia, est un joueur samoan de rugby à XV et rugby à sept. Il évolue au poste d'ailier avec l'équipe de Samoa entre 2004 et 2017.

## Biographie
David Lemi a été un joueur phare du circuit de rugby à sept de 2003 à 2007. Il a retenu l'attention de Richard Hill lors du Safari Sevens au Kenya et il a rejoint Bristol pour un essai d'une année. David Lemi a été impressionnant en 2005-2006, il a inscrit 8 essais en 12 apparitions en championnat (14 essais sur 17 matchs toutes compétitions confondues). Son contrat a été prolongé au printemps 2006. Il réalise une saison pleinement réussie avec Bristol Rugby et finit meilleur réalisateur du championnat, il a inscrit 11 essais en 18 apparitions en championnat (12 essais sur 23 matchs toutes compétitions confondues).
Il remporte à deux reprises le RFU Championship avec Bristol (2016 et 2018).
En 2018, il retrouve Richard Hill en rejoignant le club de Rouen Normandie en Fédérale 1. En 2020, après deux saisons au club et un titre de champion de France de Fédérale 1, il quitte le club pour rejoindre en tant qu'entraîneur-joueur le club d'Évreux en Fédérale 3. En tant qu'entraîneur, il sera responsable des lignes arrières.
Il a honoré sa première cape internationale en équipe des Samoa le 29 mai 2004 contre l'équipe de Tonga. David Lemi dispute la coupe du monde de rugby 2007.

## Statistiques en équipe nationale

### À XV
- 54 sélections en équipe des Samoa
- 65 points (13 essais)
- Participation à la Coupe du monde de rugby 2007 (4 matchs) et 2011 (1 match)

### À sept
- Meilleur marqueur des World Series avec 46 essais inscrits en 2004-2005
- 69 sélections
- 73 essais
- 36 transformations
- 437 points[6]